# Diecezja Damongo
Diecezja Damongo – diecezja rzymskokatolicka w Ghanie. Powstała w 1995.

## Biskupi diecezjalni
- bp Philip Naameh (1995-2009)
- bp Peter Angkyier (od 2010)